# Plateau de Lœss
Le plateau de Lœss ou plateau Huangtu (chinois : 黃土高原 ; pinyin : huángtǔ gāoyuán ; litt. « plateau de lœss ») est un vaste plateau constitué de dépôts sédimentaires éoliens de lœss, situé en Chine du Nord. Il est traversé par le fleuve Jaune dans ses cours supérieur et moyen. Il est considéré comme le berceau de l'agriculture et de la civilisation chinoises. Il est situé au sud du Hetao, tout en recouvrant partiellement ce dernier.

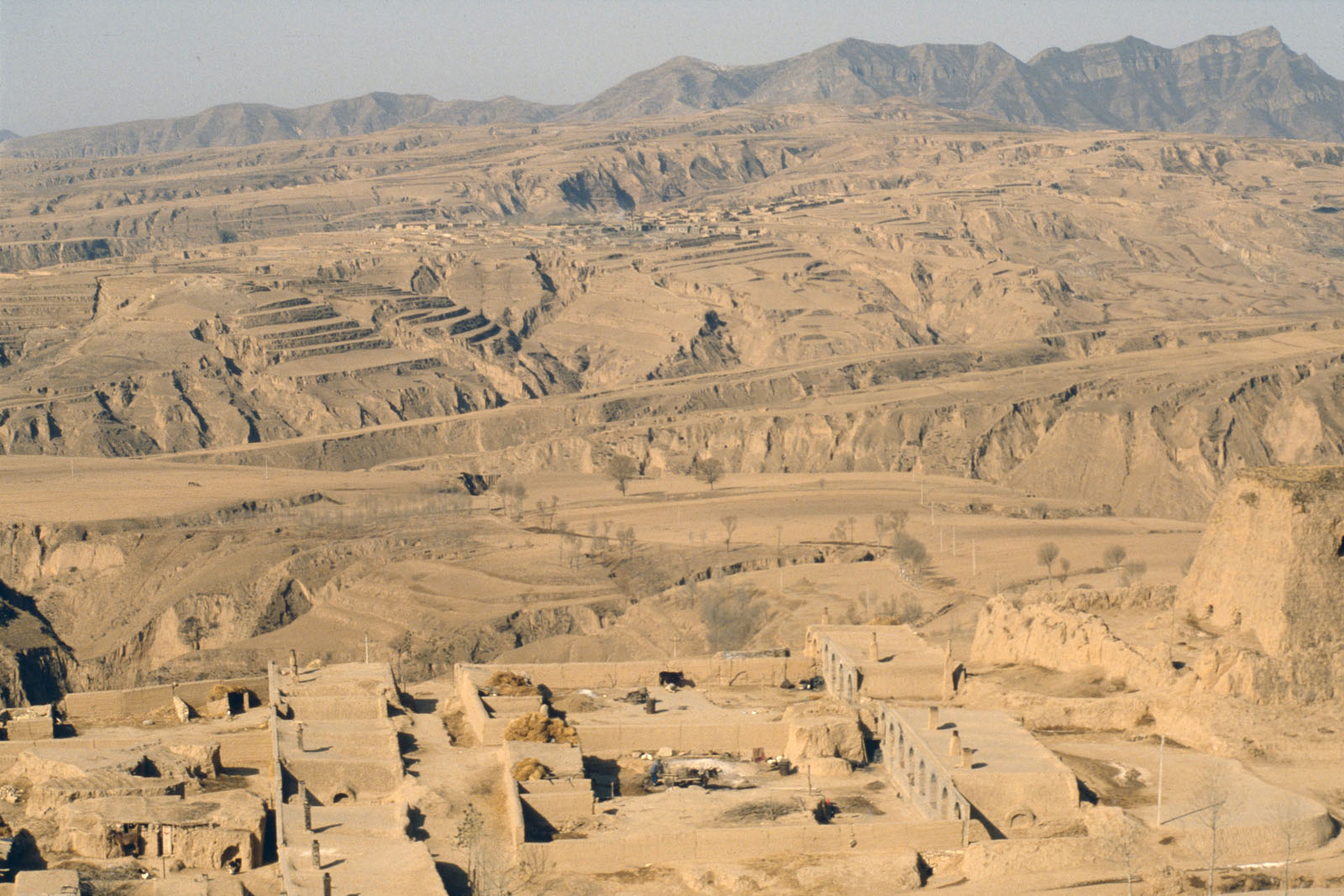
Paysage du plateau de Lœss près de Hunyuan dans le nord de la province du Shanxi en 1987.

## Extension géographique

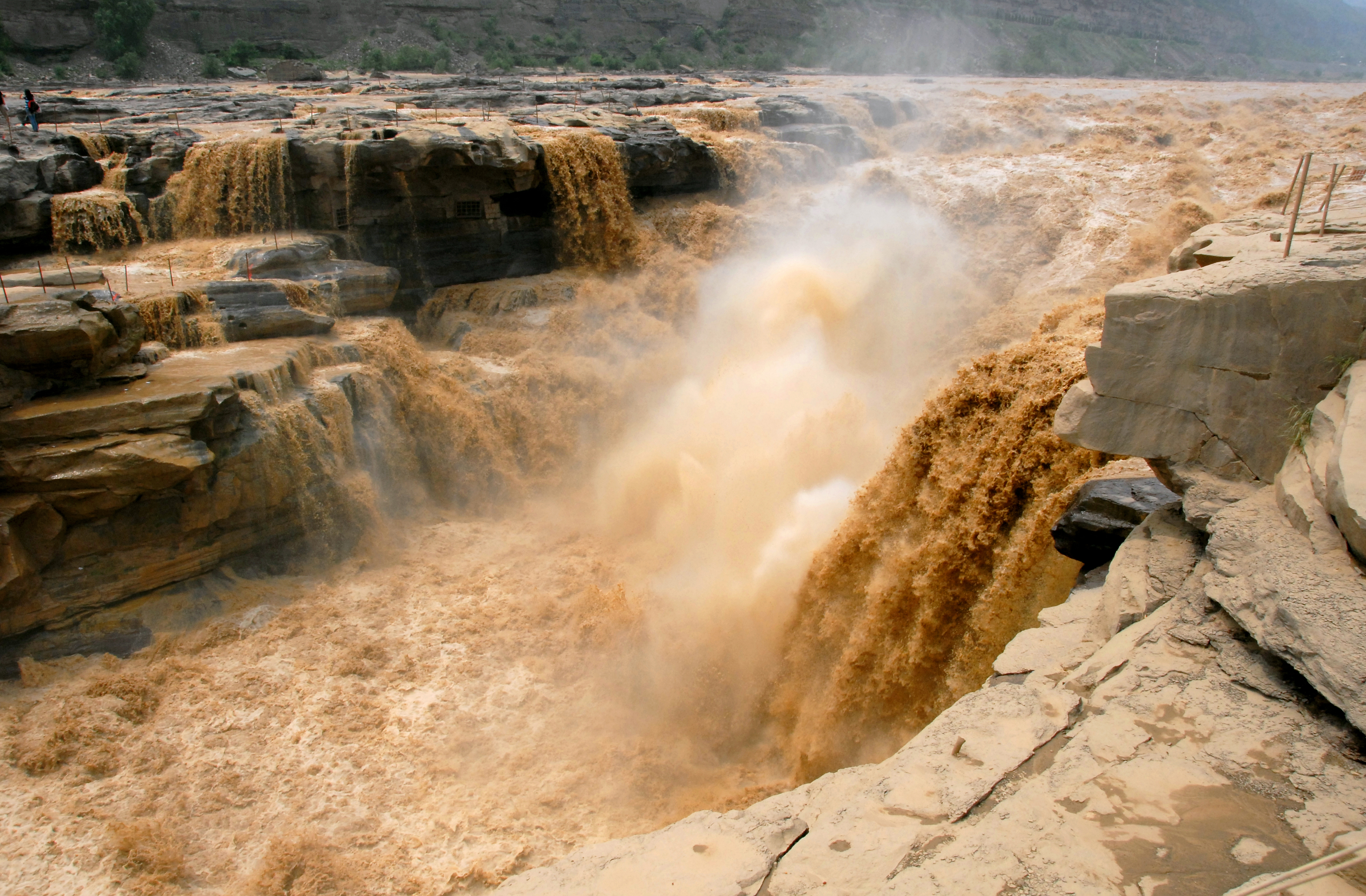
Plateau

Le plateau de Lœss s'étend approximativement vers le nord jusqu'à la Grande Muraille, vers l'ouest jusqu'aux monts Qilian, vers le sud jusqu'aux monts Qinling et vers l'est jusqu'aux Monts Taihang, soit plus de 1 100 km d'extension est-ouest, et plus de 700 km en latitude. Il recouvre principalement, d'ouest en est, le nord-est du Gansu, la plus grande partie du Ningxia, le nord du Shaanxi et la plus grande partie du Shanxi. Sa superficie, dont les chiffres varient selon les sources, est de l'ordre de 500 000 km2.

## Formation
Le plateau est constitué de dépôts de lœss d'une forte épaisseur, pouvant atteindre et même dépasser une centaine de mètres dans sa partie centrale, apportés par les vents, en particulier par la mousson hivernale depuis le désert de Gobi. Les premiers dépôts remonteraient, selon l'hypothèse la plus courante, au début de l'ère quaternaire, il y a environ 2,5 millions d'années ; cependant, des travaux récents les font remonter jusqu'à 22 millions d'années.

## Permaculture

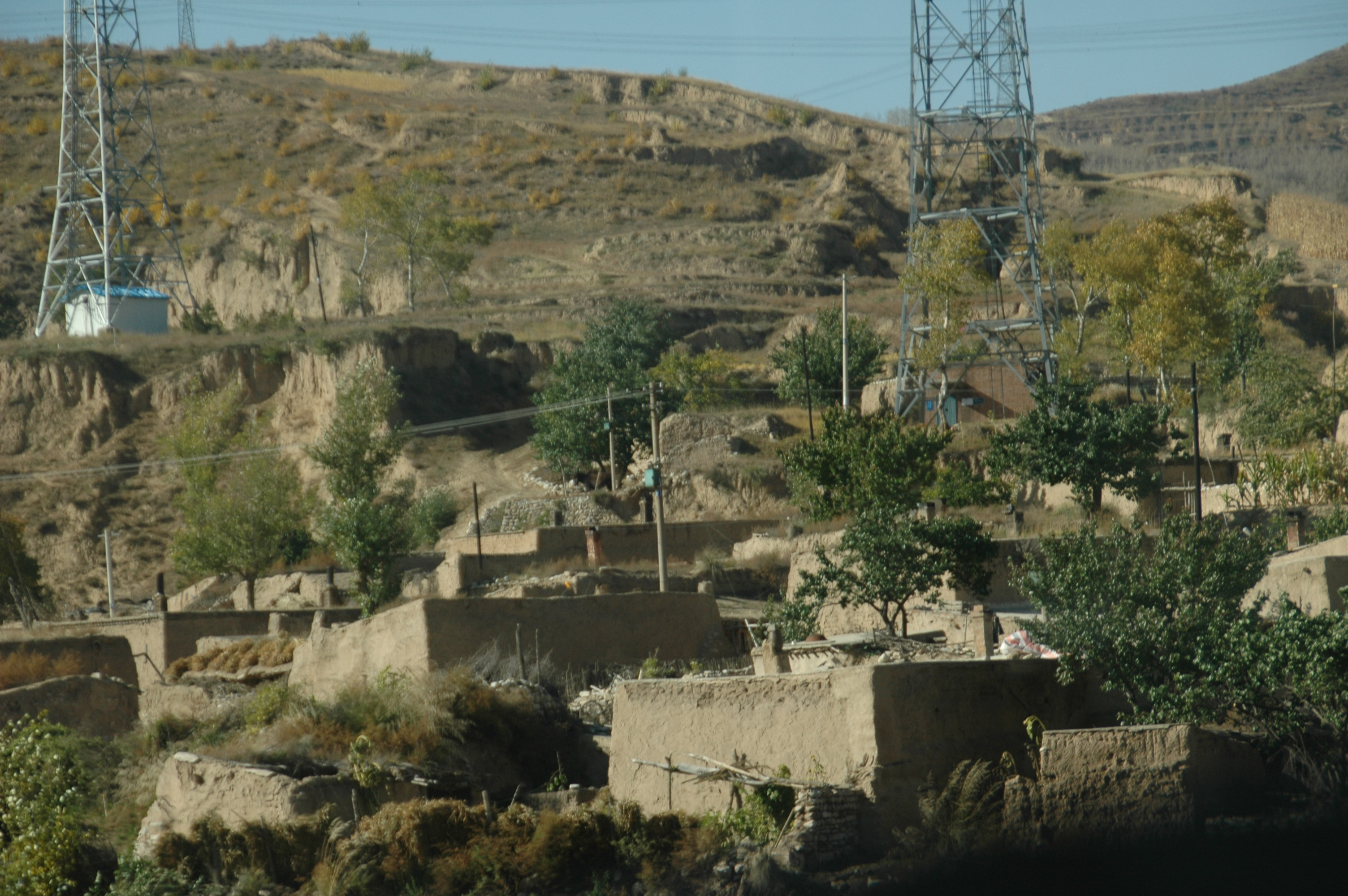
Même région en 2008

Le plateau de Lœss, encore majoritairement désert jusqu'au début des années 1990, est progressivement reverdi grâce aux efforts des gouvernements, spécialistes et agriculteurs locaux. En 14 ans, de 1994 à 2009, ce sont 36 000 km2 qui ont pu être régénérés, ce qui a contribué à sortir des millions de personnes de la pauvreté. Ces changements ont été filmés par le réalisateur et chercheur sino-américain, John D. Liu, qui a étudié la permaculture et a filmé différentes expériences réussies de lutte contre la désertification. Il y montre : le rôle du fleuve Jaune qui porte son nom en raison des terres asséchées qui sont emportées par les pluies dans celui-ci, et le teintent ; ces pluies entraînant des inondations ; et comment les immenses brouillards et tempêtes de sable arrivant également du désert de Lœss et de Gobi, dans les grandes villes de l'Est de la Chine, sont ainsi progressivement réduits. La vie reprend progressivement dans ce désert.

## Culture
Le plateau de Loess comporte une culture particulière, appelée « Shanbei » (陕北, shǎnběi, « culture du Nord du Shanxi »), qui la différencie de celle du sud de la province (陕南, shǎnnán) située en dehors du plateau. Elle comporte notamment un répertoire de chansons folkloriques spécifiques appelée Chants folkloriques du Shanbei (zh) (陕北民歌), dont est issu le célèbre opéra « L'Orient est rouge » (东方红).

## Sources
- (fr) Le Plateau des Lœss du Nord de la Chine, Armelle Billard, Annales de Géographie, n° 567, sept.-oct. 1992
- (en) The Loess Plateau, Fenli Zheng, Xiubin He, in Encyclopedia of soil science, Taylor & Francis, 2006, pp. 1765-1769  (ISBN 0-8493-5054-9) (aperçu limité en ligne)
- (en) China's geography: Globalization and the Dynamics of Political, Economic, and Social Change, Gregory Veeck, Clifton W. Pannell, Christopher J. Smith, and Youqin Huang, Rowman & Littlefield, 2006, pp. 215-216  (ISBN 0-7425-5402-3) (aperçu limité en ligne)